# Odontodes albimacula
Odontodes albimacula là một loài bướm đêm trong họ Noctuidae.